# Expedition 64

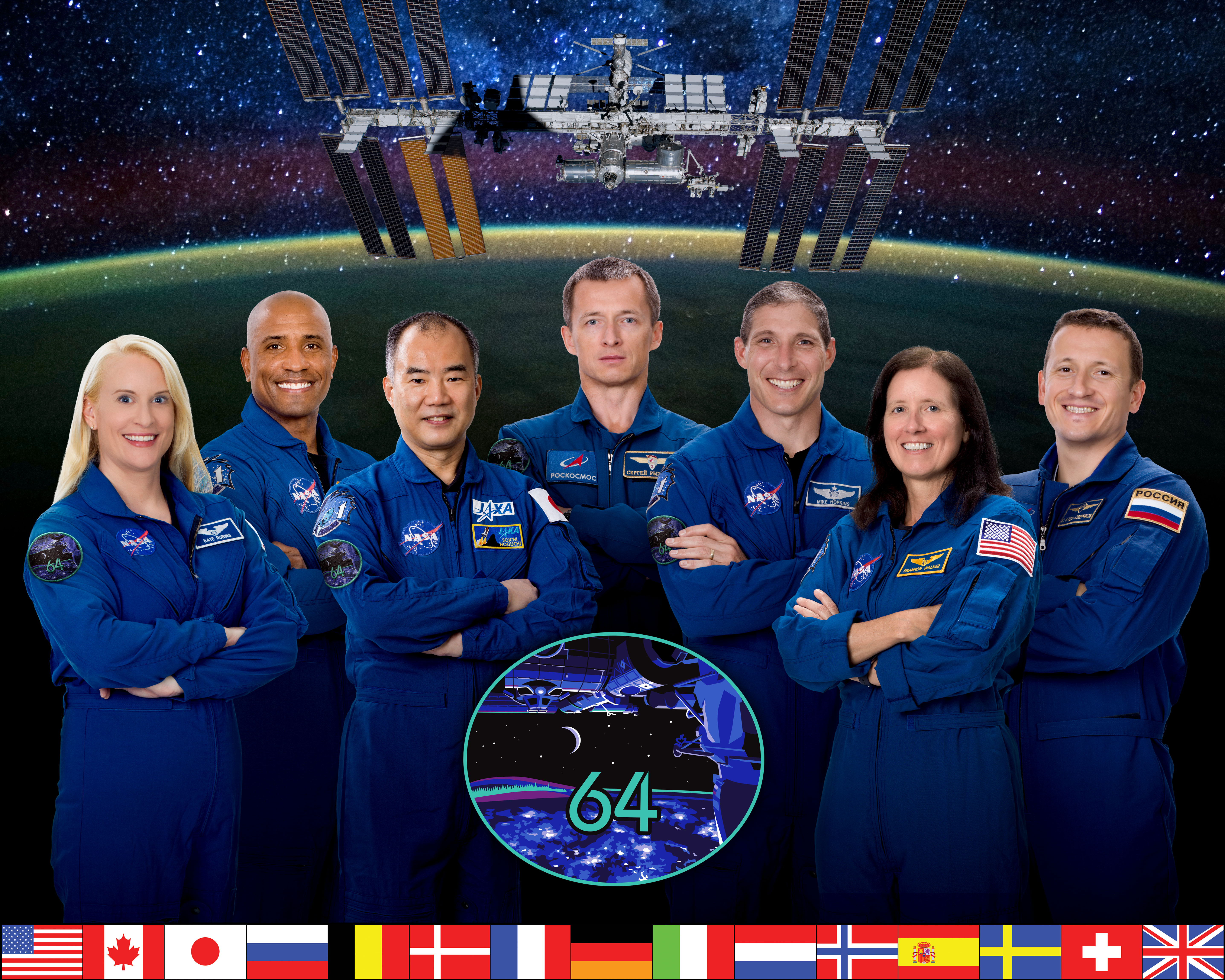
Expedition 64 besättning.

Expedition 64 är den 64:e expeditionen till Internationella rymdstationen (ISS). Expeditionen började den 21 oktober 2020 då delar av Expedition 63s besättning återvände till jorden med Sojuz MS-16.
Michael S. Hopkins, Victor J. Glover, Soichi Noguchi och Shannon Walker anslöt till expeditionen den 17 november 2020.
Den 9 april 2021 anslöt även Oleg Novitskiy, Pyotr Dubrov och Mark T. Vande Hei till expeditionen.
Expeditionen avslutades den 17 april 2021 då Sojuz MS-17 lämnade rymdstationen.

## Besättning
| Position       | Första delen (21 oktober - 17 november 2020)      | Andra delen (17 november 2020 - 9 april 2021)     | Tredje delen (9 april - 17 april 2021)            |                                                   |
| -------------- | ------------------------------------------------- | ------------------------------------------------- | ------------------------------------------------- | ------------------------------------------------- |
| Befälhavare    | Sergej N. Ruzikov, RSA Hans andra rymdfärd        | Sergej N. Ruzikov, RSA Hans andra rymdfärd        | Sergej N. Ruzikov, RSA Hans andra rymdfärd        | Sergej N. Ruzikov, RSA Hans andra rymdfärd        |
| Flygingenjör 1 | Kathleen Rubins, NASA Hennes andra rymdfärd       | Kathleen Rubins, NASA Hennes andra rymdfärd       | Kathleen Rubins, NASA Hennes andra rymdfärd       | Kathleen Rubins, NASA Hennes andra rymdfärd       |
| Flygingenjör 2 | Sergej V. Kud-Svertjkov, RSA Hans första rymdfärd | Sergej V. Kud-Svertjkov, RSA Hans första rymdfärd | Sergej V. Kud-Svertjkov, RSA Hans första rymdfärd | Sergej V. Kud-Svertjkov, RSA Hans första rymdfärd |
| Flygingenjör 3 |                                                   | Michael S. Hopkins, NASA Hans andra rymdfärd      | Michael S. Hopkins, NASA Hans andra rymdfärd      |                                                   |
| Flygingenjör 4 |                                                   | Victor J. Glover, NASA Hans första rymdfärd       | Victor J. Glover, NASA Hans första rymdfärd       |                                                   |
| Flygingenjör 5 |                                                   | Soichi Noguchi, JAXA Hans tredje rymdfärd         | Soichi Noguchi, JAXA Hans tredje rymdfärd         |                                                   |
| Flygingenjör 6 |                                                   | Shannon Walker, NASA Hennes andra rymdfärd        | Shannon Walker, NASA Hennes andra rymdfärd        |                                                   |
| Flygingenjör 7 |                                                   |                                                   | Oleg Novitskiy, RSA Hans tredje rymdfärd          |                                                   |
| Flygingenjör 8 |                                                   |                                                   | Pyotr Dubrov, RSA Hans första rymdfärd            |                                                   |
| Flygingenjör 9 |                                                   |                                                   | Mark T. Vande Hei, NASA Hans andra rymdfärd       |                                                   |